# Melitaea expuncta
Melitaea expuncta är en fjärilsart som beskrevs av Cabeau 1926. Melitaea expuncta ingår i släktet Melitaea och familjen praktfjärilar. Inga underarter finns listade i Catalogue of Life.